# Дипломатически мисии на Словакия
Това е списък на посолствата и консулствата на Словакия по целия свят.

## Европа
- Австрия
  - Виена (посолство)
- Беларус
  - Минск (посолство)
- Белгия
  - Брюксел (посолство)
- Босна и Херцеговина
  - Сараево (посолство)
- България
  - София (посолство)
- Ватикан
  - Ватикана (посолство)
- Великобритания
  - Лондон (посолство)
- Германия
  - Берлин (посолство)
  - Мюнхен (генерално консулство)
  - Бон (офис)
- Гърция
  - Атина (посолство)
- Дания
  - Копенхаген (посолство)
- Ирландия
  - Дъблин (посолство)
- Испания
  - Мадрид (посолство)
- Италия
  - Рим (посолство)
- Латвия
  - Рига (посолство)
- Норвегия
  - Осло (посолство)
- Полша
  - Варшава (посолство)
  - Краков (генерално консулство)
- Португалия
  - Лисабон (посолство)
- Румъния
  - Букурещ (посолство)
- Русия
  - Москва (посолство)
  - Санкт Петербург (генерално консулство)
- Словения
  - Любляна (посолство)
- Сърбия
  - Белград (посолство)
- Украйна
  - Киев (посолство)
  - Ужхород (генерално консулство)
- Унгария
  - Будапеща (посолство)
- Финландия
  - Хелзинки (посолство)
- Франция
  - Париж (посолство)
- Нидерландия
  - Хага (посолство)
- Чехия
  - Прага (посолство)
  - Бърно (генерално консулство)
- Швейцария
  - Берн (посолство)
- Швеция
  - Стокхолм (посолство)

## Северна Америка
- Канада
  - Отава (посолство)
- Куба
  - Хавана (посолство)
- Мексико
  - Мексико (посолство)
- САЩ
  - Вашингтон (посолство)
  - Лос Анджелис (генерално консулство)
  - Ню Йорк (генерално консулство)

## Южна Америка
- Аржентина
  - Буенос Айрес (посолство)
- Бразилия
  - Бразилия (посолство)

## Африка
- Египет
  - Кайро (посолство)
- Етиопия
  - Адис Абеба (офис)
- Кения
  - Найроби (посолство)
- Либия
  - Триполи (посолство)
- Нигерия
  - Абуджа (посолство)
- ЮАР
  - Претория (посолство)

## Азия
- Виетнам
  - Ханой (посолство)
- Израел
  - Тел Авив (посолство)
- Индия
  - Ню Делхи (посолство)
- Индонезия
  - Джакарта (посолство)
- Ирак
  - Багдад (посолство)
- Иран
  - Техеран (посолство)
- Казахстан
  - Астана (посолство)
- Китай
  - Пекин (посолство)
  - Шанхай (генерално консулство)
- Кувейт
  - Кувейт (посолство)
- Малайзия
  - Куала Лумпур (посолство)
- Сирия
  - Дамаск (посолство)
- Тайван
  - Тайпе (икономически и културен офис)
- Тайланд
  - Банкок (посолство)
- Турция
  - Анкара (посолство)
  - Истанбул (генерално консулство)
- Узбекистан
  - Ташкент (посолство)
- Южна Корея
  - Сеул (посолство)
- Япония
  - Токио (посолство)

## Океания
- Австралия
  - Канбера (посолство)

## Междудържавни организации
- - Брюксел – ЕС
  - Брюксел – НАТО
  - Виена – ООН
  - Виена – Организация за сигурност и сътрудничество в Европа
  - Ню Йорк – ООН
  - Париж – Организация за икономическо сътрудничество и развитие)
  - Париж – ЮНЕСКО
  - Рим – ФАО
  - Страсбург – Съвет на Европа